# Murdered Innocence
Murdered Innocence (bra: Inocência Morta) é um filme americano de 1995 dirigido por Frank Coraci.
O roteiro foi escrito por Steven Peros, Frank Coraci, e Fred Carpenter. O elenco inclui Jason Miller, Ellen Greene, Jacqueline Macario, Fred Carpenter, e Gary Aulmiller. O gênero do filme é mistério e suspense.